# Monestir d'Anba Ishaq
El monestir d'Anba Ishaq fou un monestir cristià d'Egipte a la regió de l'Oasi del Faium, fundat probablement al segle iii. Darrerament ha estat restaurat, però és de difícil accés i no és gaire visitat. És a 8 km al nord-oest d'Al-Lahun. El santuari central és dedicat a la verge Maria i els del sud i nord ho són a Sant Jordi i Sant Bishoy. Una capella petita està dedicada a Sant Isaac.
La tradició copta l'atribueix a sant Isaac de Tifre, deixeble de Sant Antoni Abat (que va tenir un monestir propi al desert oriental), pare del monaquisme.
És esmentat per primer cop per l'àrab Abu Makarem al segle xiii. L'armeni Abu Salih el situa a un lloc que anomena Hajar al-Lahun a Barniyudah a les muntanyes del sud de Faium, i l'església diu que era dedicada a la senyora pura Verge Maria, i que era gran i espaiosa; una altra església era dedicada al fundador, Sant Isaac màrtir; a l'exterior una triple muralla de pedra.
Més tard, vers el segle xv, va ser abandonat i va quedar en ruïnes. Fou visitat per Petrie el segle xix que hi va trobar un monjo casat amb la seva família; Petrie va observar que el monestir original fou molt més gran. El 1985 fou col·locat sota autoritat directa del Patriarca copte Shenouda III i es van fer més reformes a partir del 1987.